# NSGグループ
NSGグループ（エヌエスジーグループ）は、NSGホールディングスを中核企業とし、新潟県、福島県、東京都を中心に、教育・医療・福祉・介護を中核に、地域活性化と事業創造に民間の立場から取り組む多彩な事業を展開するグループである。

## 概要
支援法人を含めたNSGグループ全体の売り上げは1,100億円を超えているが、従業員数も1万人を超える。新潟県、福島県、東京都を中心に、大学院大学、大学、専門学校、高等学校等の学校教育事業や学習塾、出版・検定等の教育関連事業、病院等の医療事業、福祉介護事業を展開。さらには健康・スポーツや建設不動産、食・農、商社、広告代理店、金融サービス、法人サービス、生活サービス、エンタテイメントなど幅広い事業分野の100以上の法人からなる。

## 沿革
1976年11月、池田弘がNSGグループを創設し、1977年より、新潟市古町（現：中央区）愛宕神社境内に新潟総合学院を開校し、学習塾・カルチャースクール・語学スクール・資格取得講座からなる民間教育機関としてスタートした（これらの事業は、NSG教育研究会、NSGカレッジリーグ・株式会社NSGアカデミーに発展することになる）。
その後、新潟県・福島県内で各種の専門学校を創設するとともに、1981年に愛宕商事を、1986年に国際総合計画、1990年に株式会社アイ・シー・オーを創業するなど、不動産管理、教育備品販売、各種代理店業、建設業、飲食業、広告代理業にも事業を拡大する。さらに、1990年代には、医療法人愛広会を設立するなど、医療機関（新潟リハビリテーション病院、新潟脳外科病院など）、介護施設の経営にも参画する。
2001年に学校法人新潟総合学園を設立し、新潟医療福祉大学を開学する。新潟医療福祉大学が看護・医療・リハビリテーション・栄養・スポーツ・福祉の医療福祉系総合大学に成長する一方、2006年には事業創造大学院大学、2018年には新潟食料農業大学、2020年には開志専門職大学を開学している。2014年の時点でグループ法人の在籍学生・生徒数は2万人を超えている。
さらに、グループの社是である「事業創造による地域の活性化」を目指し、IT・ソフトウエア、アウトソージング・起業支援などにも事業展開するとともに、2010年代からは、新潟の老舗の事業継承、再生事業にも取り組むようになっており、酒蔵（創業1767年の今代司酒造）や味噌蔵（創業1905年の峰村商店や越後味噌醸造）、食品加工会社（創業1893年の小川屋）、地ビール（新潟ビール醸造）や老舗ホテル（ホテルイタリア軒）などで実績を上げている。

## グループ法人

### 教育・学習支援業

#### 大学

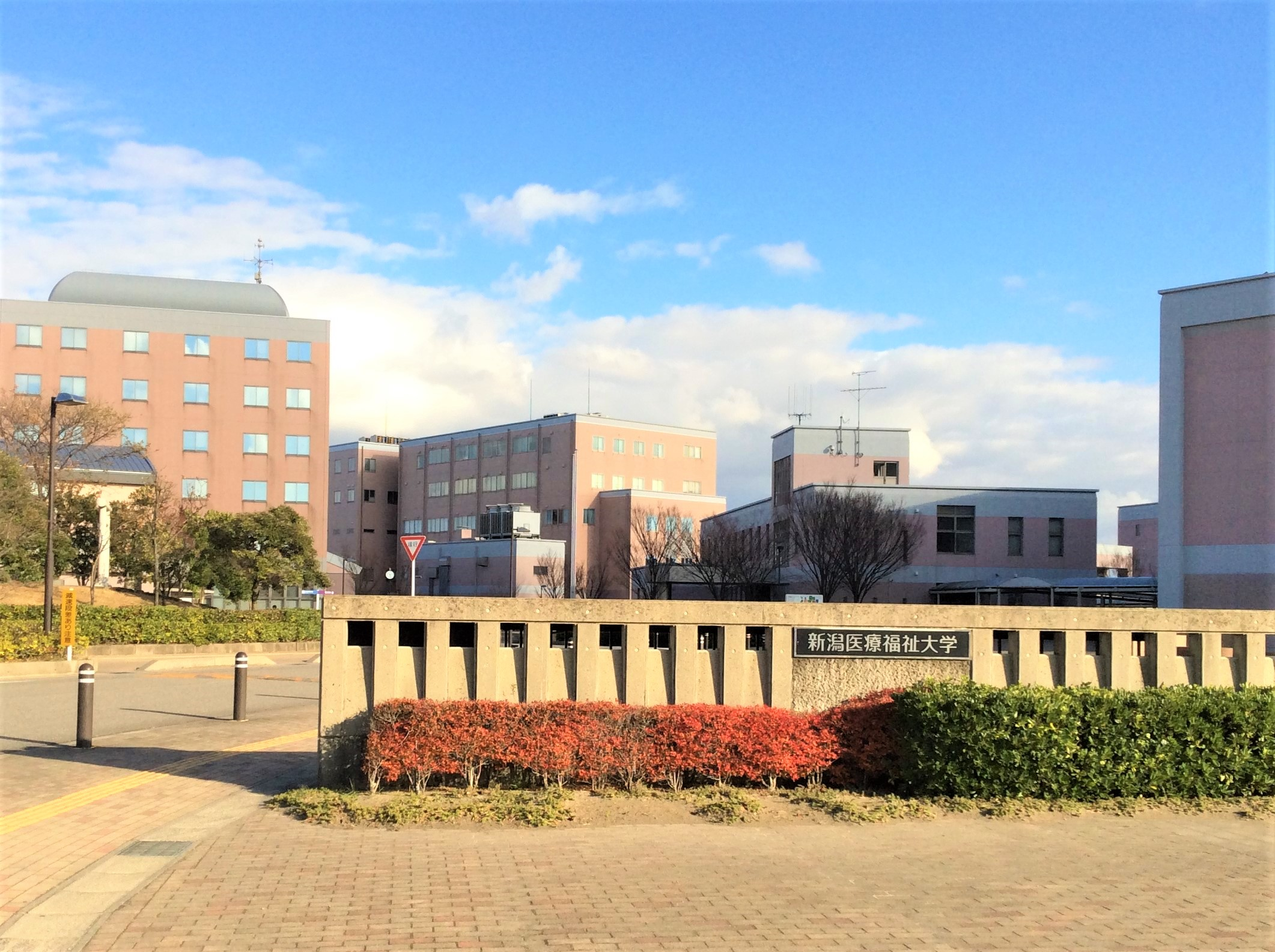
新潟医療福祉大学

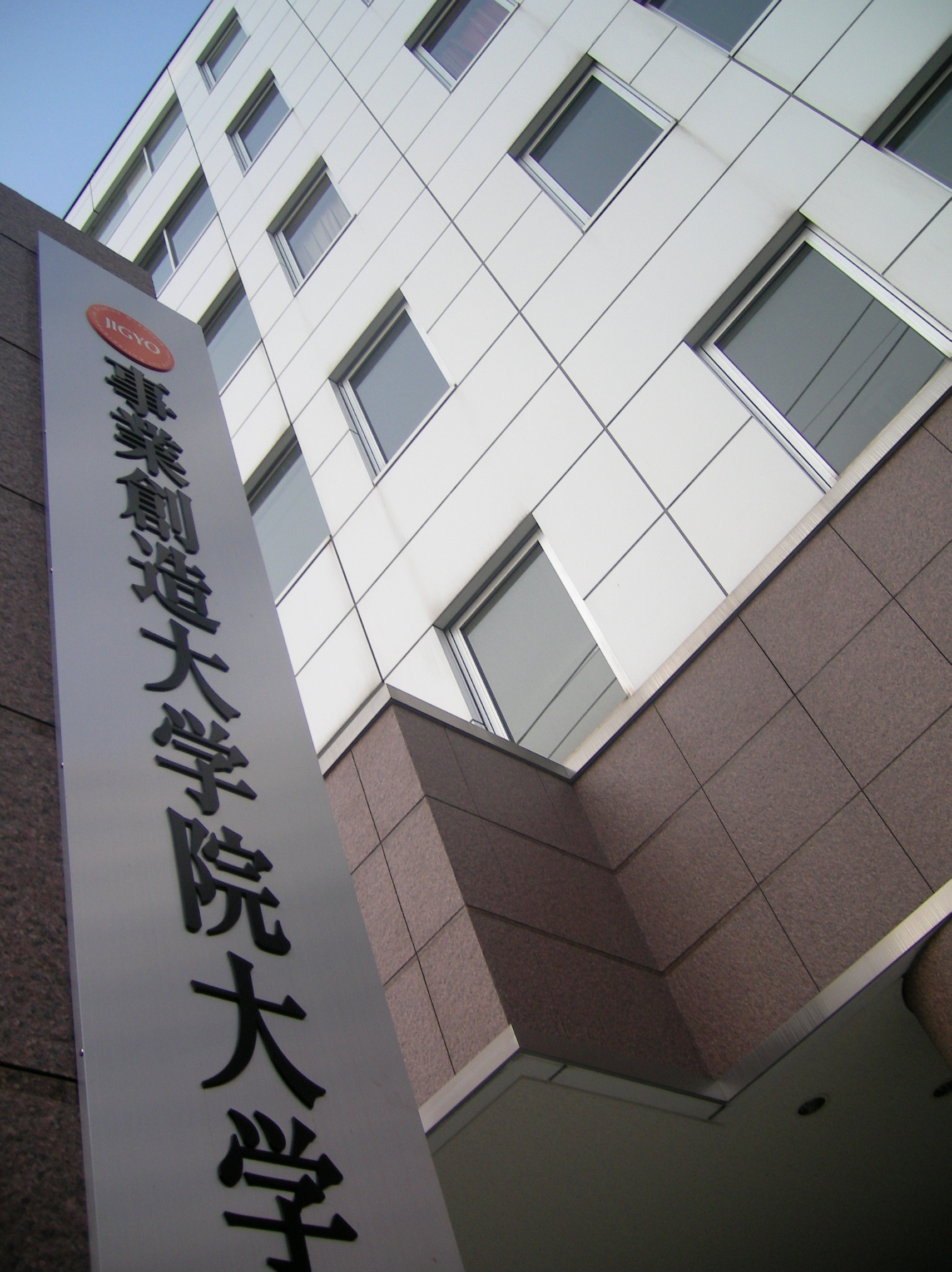
事業創造大学院大学

学校法人新潟総合学園として3校が一体的に運営されているほか、学校法人新潟総合学院によって開志専門職大学が運営されている。
- 学校法人新潟総合学園
  - 新潟医療福祉大学
  - 事業創造大学院大学(2026年名称変更予定)
  - 新潟食料農業大学（2018年度開学[4]）
- 学校法人新潟総合学院
  - 開志専門職大学（2020年度開学[5]）

#### 専門学校
NSGカレッジリーグとして新潟県内に29校、FSGカレッジリーグとして福島県内に5校を有する。学校法人国際総合学園により運営されている。

##### NSGカレッジリーグ
NSGカレッジリーグ全体で、文部科学省が分類する8つの分野（工業・農業・医療・衛生・教育および社会福祉・商業実務・服飾および家政・文化および教養）をすべてカバーしている。

###### 万代地区
- 新潟ビジネス専門学校 NBC（NSG初の専門学校として1979年に開校）
- 新潟会計ビジネス専門学校 NABI（2019年度に万代地区のNBCと校舎統合[8]）
- 新潟公務員専門学校 NCOOL
- 新潟法律大学校 NLEED

###### 古町地区
- 国際調理製菓専門学校 Food
- 日本アニメ・マンガ専門学校 JAM
- 国際映像メディア専門学校 i-MEDIA
- 国際アクアリウム・海洋生物大学校 AQUA（設置認可申請中）

NSG-square
- 国際外語・観光・エアライン専門学校 AIR
- 国際トータルファッション専門学校 nitf
- 国際音楽・ダンス・エンタテイメント専門学校 SHOW!
- 国際ホテル・ブライダル専門学校 wish

###### 新潟駅南地区
- 新潟コンピュータ専門学校 NCC
- 新潟デザイン専門学校 NCAD
- 国際ビューティモード専門学校 BM
- 国際こども・福祉カレッジ WM
- 国際ペットワールド専門学校 WaN

###### その他の地区
- 新潟工科専門学校 NIT
- 新潟農業・バイオ専門学校 ABio
- 国際メディカル専門学校 ICM
- 専門学校 新潟国際自動車大学校 GIA
- 専門学校 アップルスポーツカレッジ ASC
- JAPANサッカーカレッジ CUPS
- 長岡公務員・情報ビジネス専門学校 NJC
- 長岡こども・医療・介護専門学校 N-heart
- 国際自然環境アウトドア専門学校 i-nac
- 国際スノーボード&スケートボード専門学校 JWSC
- 伝統文化と環境福祉の専門学校 SADO
- 上越公務員・情報ビジネス専門学校 JJC
- 三条看護・医療・歯科衛生専門学校 HOSP!

##### FSGカレッジリーグ

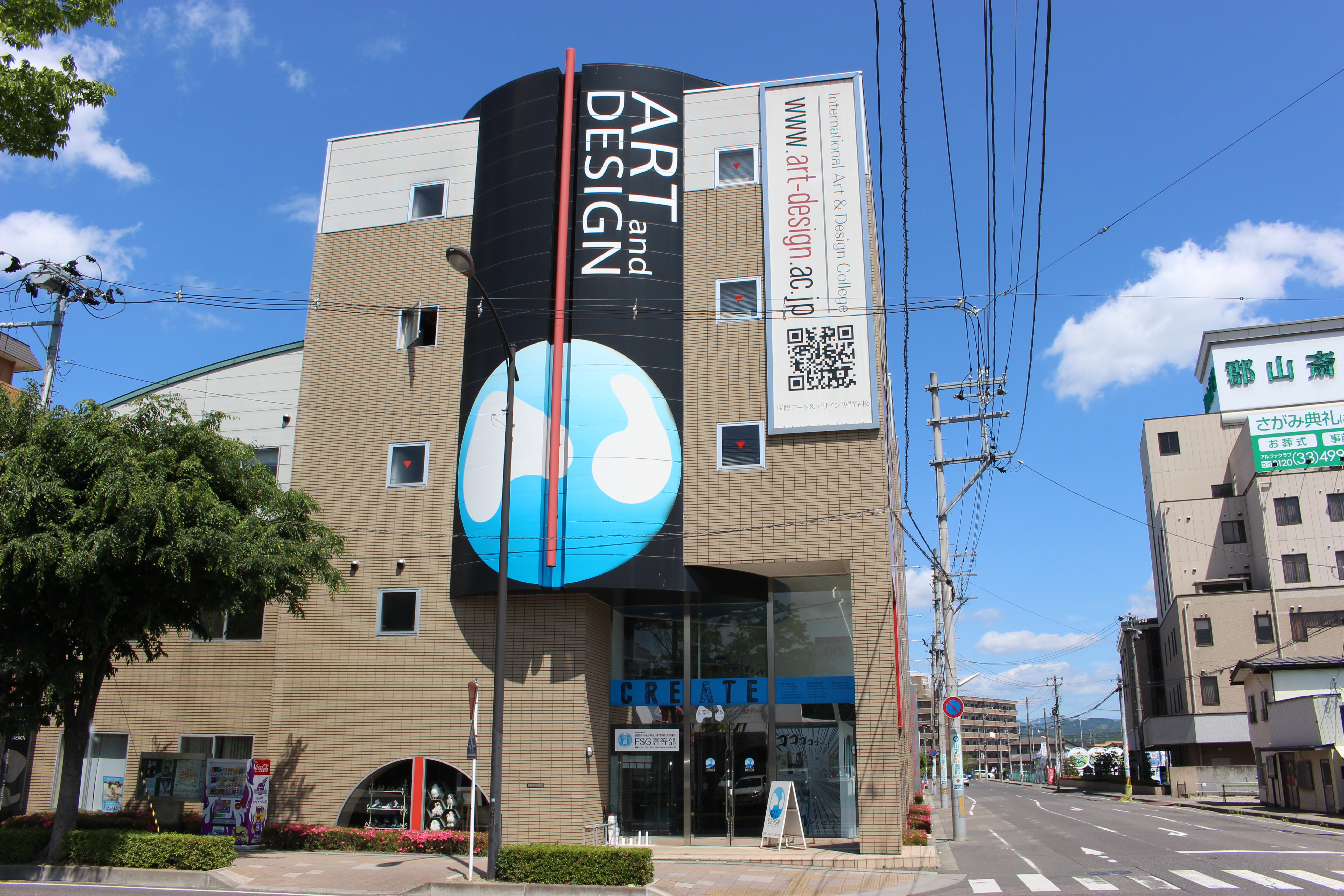
国際アート＆デザイン大学校

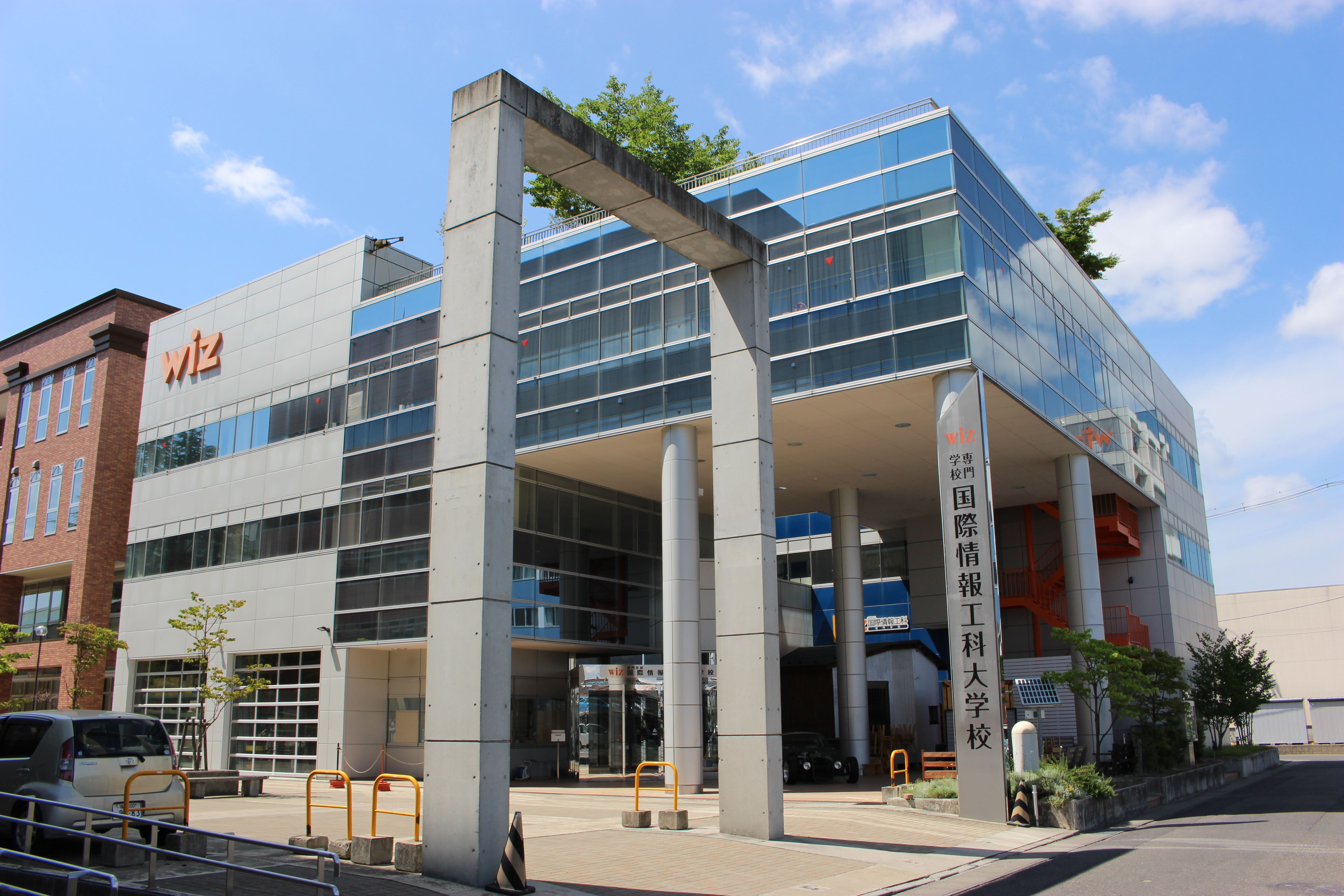
国際情報工科自動車大学校

- 国際ビジネス公務員大学校
- 国際アート＆デザイン大学校
- 国際情報工科自動車大学校
- 国際医療看護福祉大学校
- 国際ビューティファッション・製菓大学校

#### 高等学校
学校法人大彦学園により2校を運営。
- 開志学園高等学校
- 開志国際高等学校

学校法人新潟総合学院により1校を運営
- 開志創造高等学校[9]

#### 学習塾・幼児教育
小中高校のサポート・学習塾事業を株式会社NSGアカデミーが手がけるほか、全世代に対応する各種スクール事業を行っている。
- 株式会社NSG教育ネットワーク
  - 株式会社NSGアカデミー
    - NSG教育研究会（幼児教育CLAP・小学部SCALA・中学部CIRCLE・高校部CRAIS）
    - NSG PLATS
    - NSGアカデミー東進衛星予備校
    - NSGキッズくらぶ
    - NSG Lepton

  - 株式会社クレアール
  - 株式会社中条スイミングスクール
  - 株式会社DreamAdvance
  - 株式会社チアリー
- 一般社団法人実践行動学研究所

#### 出版・資格検定
- 株式会社ウイネット
- 株式会社サーティファイ

### 医療・福祉業

#### 医療法人
- 医療法人社団　共生会
- 医療法人泰庸会
  - 新潟脳外科病院
- 医療法人愛広会
  - 新潟リハビリテーション病院
  - 新発田リハビリテーション病院
  - 新潟県立吉田病院
  - 豊浦壱番館
  - 尾山愛広苑
  - 小規模多機能型居宅介護 3施設
  - メディカルフィットネス ロコパーク

#### 高齢者福祉・障がい者福祉・児童福祉

##### 社会福祉法人愛宕福祉会
愛宕福祉会は、新潟市、新発田市、燕市、佐渡市、胎内市、関川村などで、高齢福祉事業、障がい福祉事業、児童福祉事業など、70を超える事業を展開している。
- 特別養護老人ホーム
  - 愛宕の園
  - 新潟東愛宕の園
  - 新潟北愛宕の園
  - 中之口愛宕の園
  - 吉田愛宕の園
  - 燕愛宕の園
  - 豊浦愛宕の園
  - 大山愛宕の園
  - 新穂愛宕の園
  - 新穂愛宕の園弐号館
  - 坂井愛宕の園
- 養護老人ホーム
  - 松鶴荘
  - あやめ寮
- 介護付有料老人ホーム
  - 巻愛宕の園
  - 木崎愛宕の園
- サービス付き高齢者向け住宅
  - ヴァルメ花かいどう
  - ヴァルメ豊浦
- デイサービスセンター
  - デイサービスセンターうすい
  - デイサービスセンターさど
  - デイサービスセンター巻愛宕の園
- 定期巡回・随時対応型訪問介護看護
  - たかしまだいら
- グループホーム
  - グループホームこもれび
  - グループホームきざき
  - グループホームうすい
  - グループホームさど
  - グループホームなかのくち
  - グループホームなかのくち弐号館
  - グループホームはたの
  - グループホームせきかわ
  - グループホームたかしまだいら
  - グループホームさかい
  - グループホーム空港西
- 小規模多機能ホーム
  - 小規模多機能ホームうすい
  - 小規模多機能ホーム花かいどう
  - 小規模多機能ホームとようら
  - 小規模多機能ホームたかしまだいら
- 看護小規模多機能ホーム
  - 看護小規模多機能ホームさかい
- ケアハウス
  - ケアハウスせきかわ
- ヘルパーステーション
  - ヘルパーステーションせきかわ・さかまち
  - ヘルパーステーションまき
  - ヘルパーステーションとようら
- 訪問看護ステーション
  - メディカルサポートあたご
- 居宅介護支援事業
  - 居宅介護支援事業所たかしまだいら
  - 居宅介護支援事業所うすい
  - 居宅介護支援事業所さど
  - 居宅介護支援事業所大山台
- 地域包括支援センター
  - 阿賀北
  - 中之口・潟東
  - しろね北
  - 佐渡中地域包括支援センター
  - 地域包括支援センターくずつか
- 障がい者就労支援
  - 松潟の園
  - 障がい者就労支援センタードリーム
  - デイアクティビティセンターはろはろ
  - 就労センタードリームネクスト
  - 未来ワークサポートさかまち
  - ドリームしばた
  - ドリームカレッジ
  - こあサポート
  - ドリームプラス
  - らららドリーム
  - 明日葉
  - きらめき
  - たいぐるま
  - エピソードⅠ
  - エピソードⅡ・Ⅲ
  - 未来ベースさかまち
  - あたご相談センター
  - 巻愛宕の園相談センター
  - 相談支援センターwillさかまち
  - 相談支援センターぶどうの樹
- 保育園・こども園
  - ひだまりこども園
  - あたご とまとこども園
  - 開志上所こども園
  - 開志新潟東こども園
  - キャリー保育園国分寺
  - キャリー保育園本八幡
  - ひだまりルーム武蔵境
- 企業主導型保育所
  - 燕あたごこども園
- 乳児院
  - 新潟市立乳児院はるかぜ

##### 社会福祉法人上越あたご福祉会
- 特別養護老人ホーム
  - 三和愛宕の園
  - 上吉野愛宕の園
  - 直江津愛宕の園
  - 大潟愛宕の園
- グループホーム
  - グループホーム新井
  - グループホーム大潟
  - グループホーム三和愛宕の園
  - グループホームおたて
- デイサービスセンター
  - デイサービスセンター新井
  - デイサービスセンター大潟
  - デイサービスセンター三和愛宕の園
- ケアハウス
  - ケアハウス新井
- ヘルパーステーション
  - ヘルパーステーション新井
- 地域包括支援センター
  - 中郷地域包括支援センター
- 小規模特別養護老人ホーム
  - 直江津愛宕の園
  - 大潟愛宕の園
- 小規模多機能型居宅介護
  - 上吉野白鳥の里
  - 居多の里
  - 八千浦ひよりの里
  - うつぎの里
  - えどひがんの里
- 居宅介護支援事業所
  - 上越あたご居宅介護支援事業所上吉野
  - 上越あたご居宅介護支援事業所新井
- 障がい者福祉サービス事業
  - 障がい者就労支援センター / 相談支援センターWITH
  - 製麺工房・ジェラート工房
- 短期入所施設
  - 上吉野愛宕の園
  - 大潟愛宕の園

##### 社会福祉法人あたご共生福祉会
- デイサービスセンターてらお園
- ショートステイてらお園

#### 介護サービス
- 株式会社はあとふるあたご
- 株式会社ベスト･ケアー
- 株式会社グリーンケアブリッジ
- 株式会社パートナーライン

#### 建設・不動産コンサルティング
- 株式会社国際総合計画（株式会社NRDリアルエステートデベロップメントグループ）
- 株式会社ITPエンジニアリング

#### 建築設計
- 株式会社クレイズプラン（株式会社NRDリアルエステートデベロップメントグループ）

#### 不動産・賃貸・管理・サブリース
- 株式会社リビングギャラリー（株式会社NRDリアルエステートデベロップメントグループ）
- 株式会社リビング保証システム（株式会社NRDリアルエステートデベロップメントグループ）

#### 住宅
- 株式会社アンドクリエイト（株式会社NRDリアルエステートデベロップメントグループ）

#### ビル管理
- 愛宕ファシリティーズ
- 株式会社NRDアセットマネジメント

### ビジネスサポート事業

#### 商社
- 愛宕商事株式会社

#### 広告代理店
- 株式会社アイ・シー・オー

#### アウトソーシング・起業支援・コンサルティング業
- 株式会社NSGビジネスサポート
- 事業創造キャピタル株式会社
- NSGフィナンシャル株式会社
- 一般社団法人新潟県起業支援センター
- 株式会社NSGソシアルサポート

#### 人材サービス業
- 株式会社ヒューマンブレイン
- 一般社団法人キャリア支援機構
- 株式会社NSGソシアルサポート

### 物流
- ATGロジスティクス株式会社

### ICT事業

#### IT・ソフトウェア
- 株式会社ジェイ・エス・エス

#### AI
- 株式会社新潟人工知能研究所

### 環境・エネルギー事業

#### 電力
- 新電力新潟株式会社
- 新電力福島株式会社

### 食・農業事業
和僑商店　株式会社

#### 給食・食材卸売・食品開発
- 株式会社日本フードリンク
- 株式会社ライフプロモート

#### 酒類製造販売
- 今代司酒造株式会社
- 新潟ビール醸造株式会社
- 株式会社幻の酒
- 株式会社十八
- 株式会社酉

#### 食品
- 株式会社峰村商店
- 株式会社古町麹製造所
- 株式会社小川屋
- 株式会社花咲

#### 飲食店
- 株式会社柳都アーティストファーム
- 株式会社ジョイアミーア

#### 農業
- 株式会社アグリライフ
- 株式会社ベジ・アビオ

### 生活サービス事業

#### ホテル業
- 株式会社イタリア軒

#### 服飾・アパレル業
- 株式会社ニイガタスタイル

#### インテリア
- 株式会社エバーソフト

#### 美容・ビューティー
- NSBコンサルティング株式会社
- 株式会社ビューティープロデュース

#### 自動車
- リーデック株式会社

### 健康・スポーツ事業
- 株式会社ゼルコバ
- 株式会社東港ゴルフガーデン
- 一般社団法人アスリートサポート新潟
- 株式会社スピードパーク新潟
- 株式会社アイ・シー・オー　スポーツマーケティング
- 一般社団法人ジャパン・スポーツ・ラボラトリー
- 一般社団法人福島スポーツアカデミー
- NSG GLOBAL HOLDINGS PET.LTD
- NSG GLOBAL PET.LTD
- Albirex Niigata Football Club(s)
- 株式会社DEERS FOOTBALL CLUB（胎内ディアーズ）

### エンタテイメント事業

#### 芸能・イベント運営
- 株式会社柳都アーティストファーム
- 株式会社ガタケット
- 株式会社サイト
- 株式会社ジョイアミーア

#### アニメ・デジタルコンテンツ制作
- 株式会社ファンタジスタ
- 株式会社新潟アニメーション

### プロスポーツ団体
- アルビレックス新潟
- アルビレックス新潟レディース
- アルビレックス新潟シンガポール（男子）
- アルビレックス新潟シンガポール（女子）
- 新潟アルビレックスBB
- 新潟アルビレックスBBラビッツ
- アルビレックスチアリーダーズ

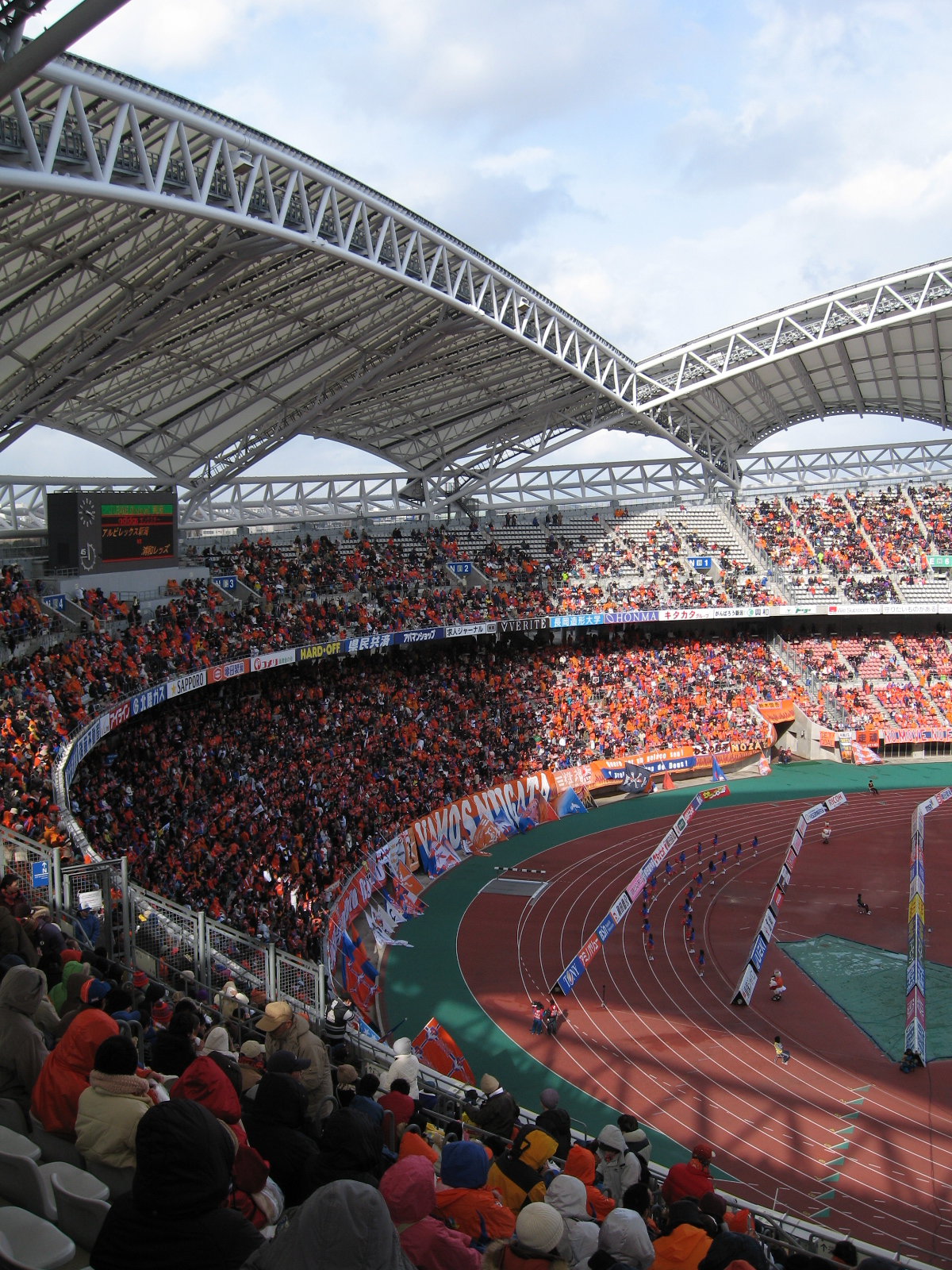
アルビレックス新潟、ゴール裏サポーター（新潟スタジアム）

- サトウ食品新潟アルビレックスランニングクラブ
- チームアルビレックス新潟
- オイシックス新潟アルビレックス・ベースボール・クラブ
- アルビレックスレーシングチーム
- オールアルビレックス・スポーツクラブ
- 胎内DEERS
- 福島ファイヤーボンズ